# HMS Duncan
HMS Duncan är en av 6 Daring klass jagare i bruk hos den brittiska flottan. Fartyget är namngivet efter  Adam Duncan som besegrade den nederländska flottan 1797.
Fartyget är utrustat med modern och avancerad teknik. Bland annat så är den utrustad med en 4,5 tumskanon och Sea Viper Missiler.  HMS Duncan är även utrustad med ett flygdäck och opererar Wildacts med ubåtsbekämpnings förmåga.

## Galleri

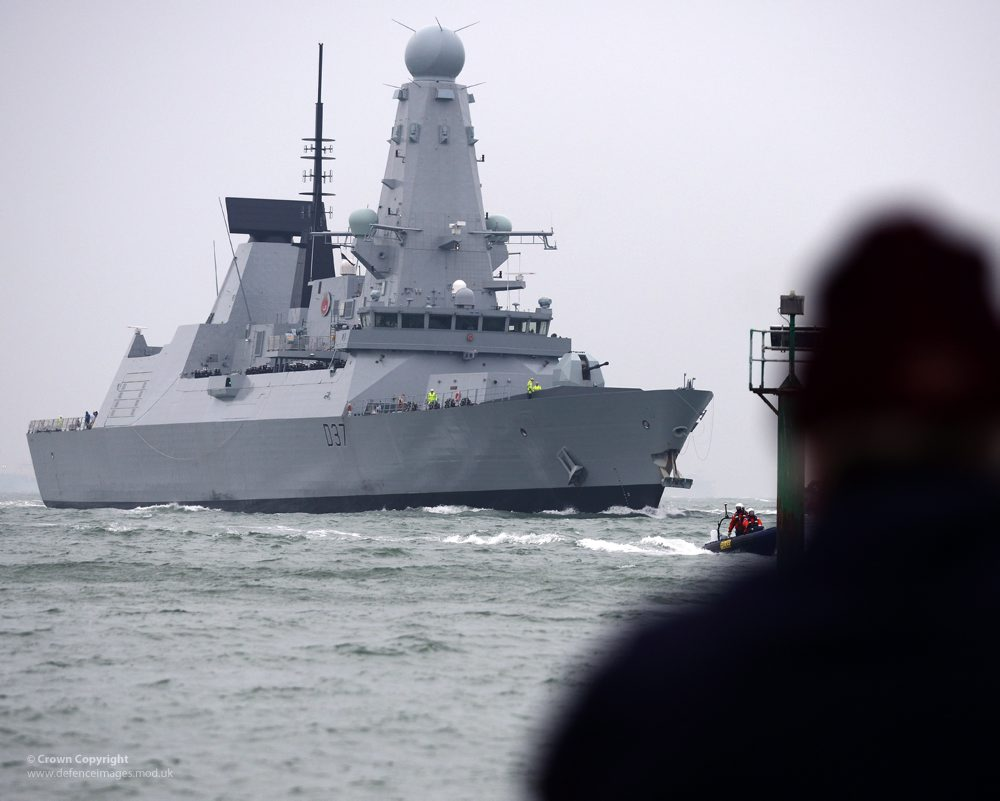
HMS Duncan återvändo till Portsmouth
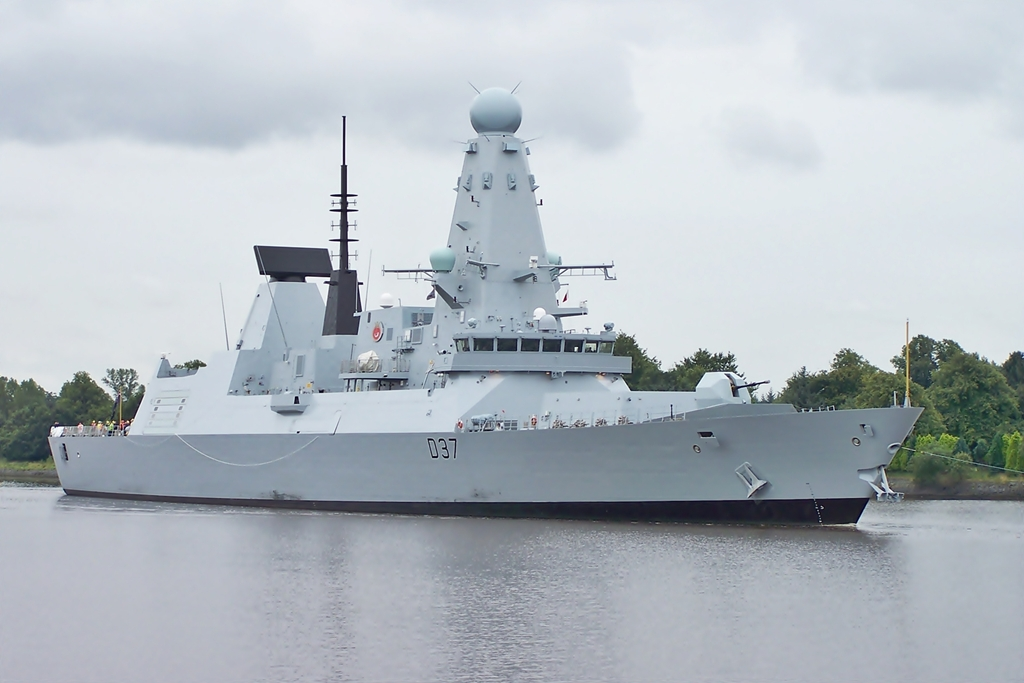
HMS Duncan
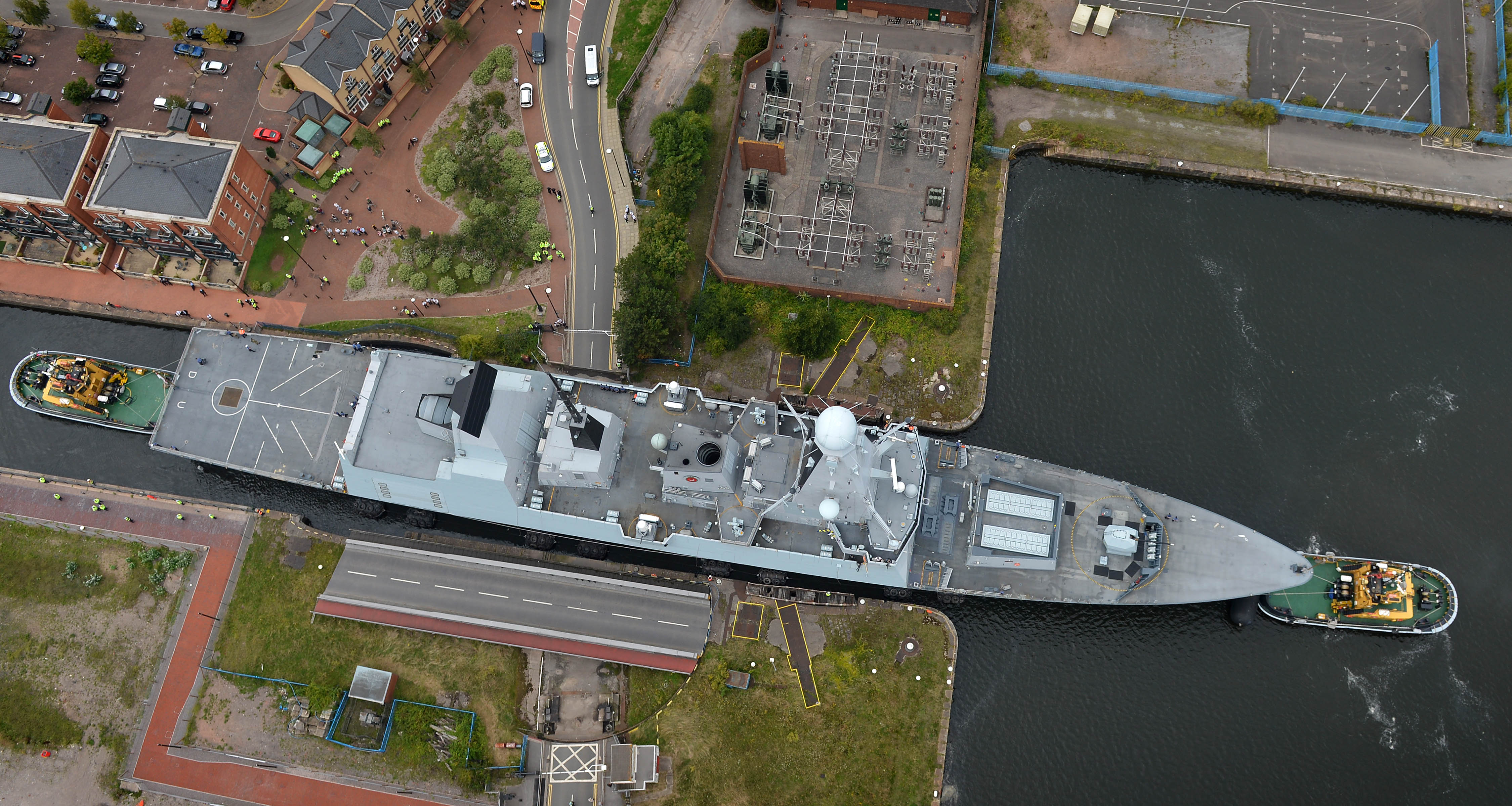
HMS Duncan i Cardiff för NATO möte
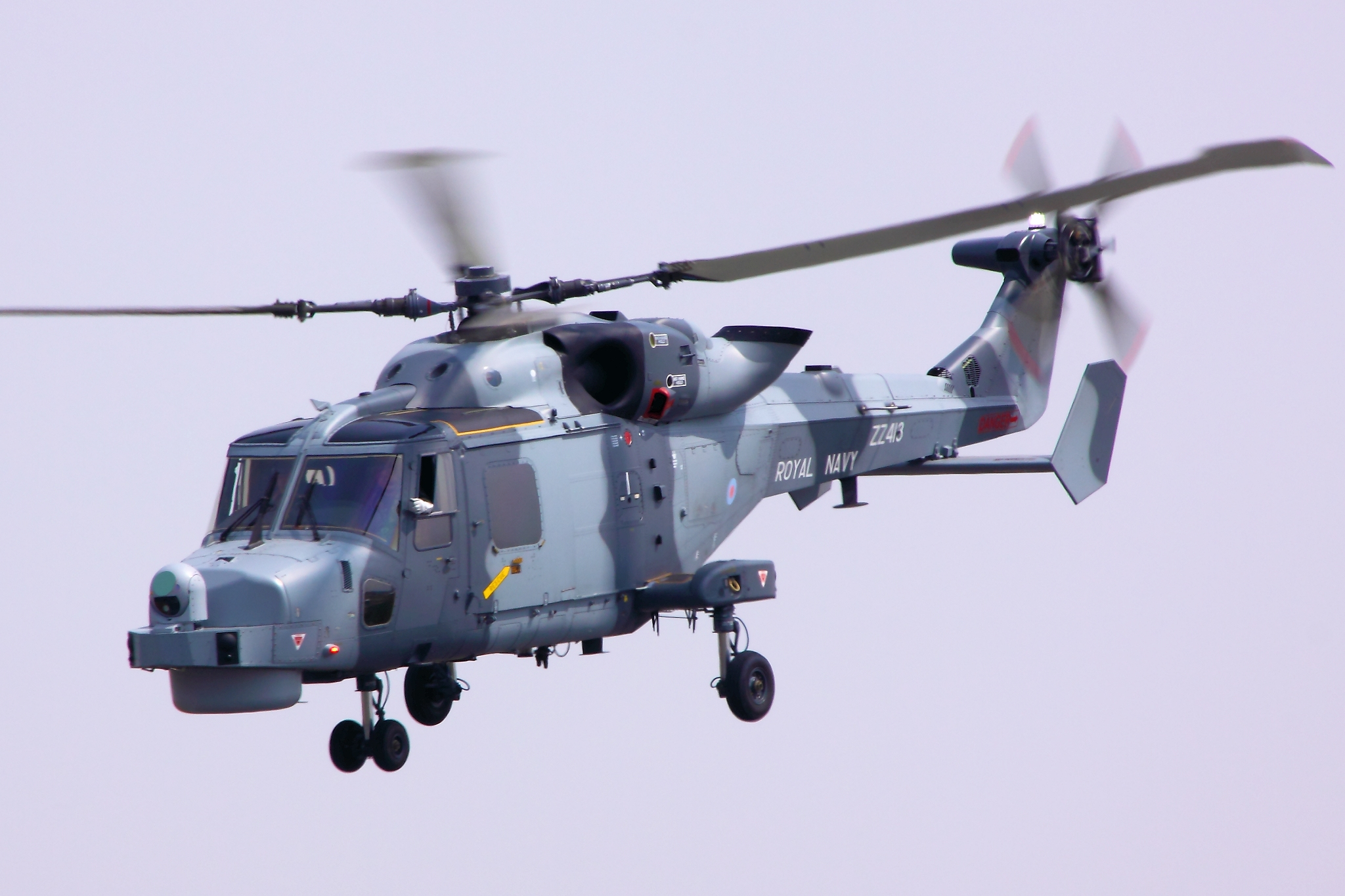
Wildcat helikopter
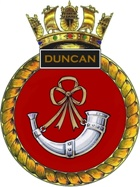
HMS Duncans emblem
Skeppsflagga för brittiska flottan